# Nemoscolus cotti
Nemoscolus cotti là một loài nhện trong họ Araneidae.
Loài này thuộc chi Nemoscolus. Nemoscolus cotti được Roger de Lessert miêu tả năm 1933.